# Bhakthanakoppa, Shikarpur
Bhakthanakoppa là một làng thuộc tehsil Shikarpur, huyện Shimoga, bang Karnataka, Ấn Độ.